# Oberhallau
Oberhallau – miejscowość i gmina w północnej Szwajcarii, w kantonie Szafuza.   

## Demografia
W Oberhallau mieszka 446 osób. W 2021 roku 9,6% populacji gminy stanowiły osoby urodzone poza Szwajcarią. 